# De nieuwe moeder
De nieuwe moeder is een Nederlandse film uit 1996 geregisseerd en mede geschreven door Paula van der Oest. Het was een samenwerkingsverband tussen Letland en Nederland. De film heeft als internationale titel The New Mother.

## Verhaal
Juris (Janis Reinis) is op dramatische wijzen zijn vrouw verloren. Zijn tienjarige zoon Elvis (Arys Adamsons)heeft al twee jaar niet meer gesproken en wordt al voor lange tijd in het ziekenhuis gehouden voor onderzoek. Jaris kan dit niet langer aanzien en wil een nieuwe moeder vinden voor de jongen, hij denkt dan aan een penvriendin (Geert de Jong) van vroeger die in Nederland leeft. Jaris neemt een drastisch besluit en neemt zijn zieke zoon mee in zijn oude auto. Om Riga achter zich te laten en een lange toch naar Nederland te maken. Tijdens de reis klinken op de geluidsband de brieven die penvriendin Marie tussen 1960 en 1969 naar Riga stuurde.

## Rolverdeling
| Acteur              | Personage             | Opmerkingen |
| ------------------- | --------------------- | ----------- |
| Janis Reinis        | Juris                 |             |
| Arys Adamsons       | Elvis                 | zoon Juris  |
| Geert de Jong       | Marie                 | penvriendin |
| Hannah van Lunteren | Vanessa               |             |
| Evert de Jager      | Leo                   |             |
| Anneke Blok         | Karin                 |             |
| Theu Boermans       | Gerard                |             |
| Georgette Reyevski  | moeder van Marie      |             |
| Peteris Liepins     | arts                  |             |
| David van Lunteren  | Joep                  |             |
| Kim van Zeben       | Harre                 |             |
| Dirk Roofthooft     | vrachtwagenchauffeur  |             |
| Eelco Vellema       | vrachtwagenchauffeur  |             |
| Roef Ragas          | vrachtwagenchauffeur  |             |
| Stefan Jung         | vrachtwagenchauffeur  |             |
| Bert Geurkink       | ober                  |             |
| Rob van de Meeberg  | nachtwaker            |             |
| Joop Wittermans     | nachtwaker            |             |
| Climax              | orkest bruiloft       |             |
| Peter Bolhuis       | buschauffeur          |             |
| Wiek Janssen        | man met hond          |             |
| Jaap Spijkers       | stel in trein         |             |
| Josine 't Hart      | stel in trein         |             |
| Sacco van der Made  | schreeuwende zwerver  |             |
| Paul Noppers        | bewaker politiebureau |             |
| Mineke Bakker       |                       |             |
| Ger van der Grijn   |                       |             |
| Jos van Hulst       |                       |             |
| Roos Le Roux        |                       |             |

## Prijzen / nominaties
- Nominatie voor de Europese Felix in de categorie jonge Europese filmmakers.
- In februari 1997 op het Festival de Cinéma de Rennes in Frankrijk bekroond met de Prix de la Ville de Rennes (FF 30.000,- distributie- ondersteuning) en de Prix de Public (FF 5.000,- regie).
- Tijdens het Festival du Film d’Action et d’Avontures de Valenciennes in maart 1997 waren er drie prijzen: Prix du Jury, Prix Première du Public en Prix des Étudiants (FF 3.000,-).
- Best actor (Reinis) tijdens het International Film Festival Sochi (Rusland) in juni (1997).
- Holland Film Award 1997 (de meest vertoonde film op festivals in het buitenland).
- Paula van der Oest werd, naar aanleiding van deze film, uitgeroepen tot Beste jonge Europese talent op het Osaka European Film Festival (Japan) op 29 november 1997.

## Trivia
- Opnamen waren in Riga en Nederland (Zwolle, Beek (Limburg), Monnickendam), Brummen.
- Het idee voor de film kreeg Paula van der Oest in 1992, toen ze in Letland en Estland was voor de documentaire Platonov, over een opvoering aldaar door toneelgroep De Trust van Tsjechovs gelijknamige stuk.
- Eerste lange speelfilm van Paula van der Oest en haar vaste cameravrouw Brigit Hillenius. *Paula van der Oest debuteerde in 1988 met de korte speelfilm Zinderend.
- Net na de première van de film op het Nederlands Film Festival 1996 werd Paula van der Oest zelf een 'nieuwe moeder' van haar zoon Thijs Boermans (en Theu Boermans een 'nieuwe vader').
- De nieuwe moeder werd chronologisch opgenomen.
- De Letse acteur Janis Reinis leerde de Nederlandse teksten fonetisch uit het hoofd.
- De nieuwe moeder ging in wereldpremière tijdens het filmfestival van Venetië in het programma 'Finestra Sulle Immagini'.